# Maria Sjoebina
Maria Sjoebina (Russisch: Мария Тимофеевна Шубина) (Protasovo, 8 mei 1930 – 20 april 2025) was een Sovjet-Russisch kanovaarster.
Sjoebina won tijdens de Olympische Zomerspelen 1960 een gouden medaille in de K2 500m samen met Antonina Seredina.
Sjoebina werd vier keer wereldkampioen en won twee zilveren medailles daarnaast won zij op Europese kampioenschappen drie gouden en een zilveren medaille.
Sjoebina overleed op 20 april 2025 op 94-jarige leeftijd.

## Belangrijkste resultaten

### Olympische Zomerspelen
| Editie | Plaats | Resultaten |
| ------ | ------ | ---------- |
| 1960   | Rome   | K2 500m    |

### Wereldkampioenschappen vlakwater
| Jaar | Plaats       | Resultaten                  |
| ---- | ------------ | --------------------------- |
| 1958 | Praag        | K2 500m                     |
| 1963 | Jajce        | K1 500m · K4 500m · K2 500m |
| 1966 | Oost-Berlijn | K4 500m · K2 500m           |

### Europese kampioenschappen kanosprint
| Jaar | Plaats    | Resultaten        |
| ---- | --------- | ----------------- |
| 1959 | Duisburg  | K2 500m           |
| 1965 | Boekarest | K2 500m · K4 500m |
| 1967 | Duisburg  | K4 500m           |

1960: Antonina Seredina & Maria Sjoebina ·
1964: Roswitha Esser & Annemarie Zimmermann ·
1968: Roswitha Esser & Annemarie Zimmermann ·
1972: Jekaterina Koerysjko & Ljoedmila Pinajeva-Chvedosjoek ·
1976: Nina Gopova & Galina Kreft ·
1980: Martina Bischof & Carsta Genäuß ·
1984: Agneta Andersson & Anna Olsson ·
1988: Anke Nothnagel & Birgit Schmidt-Fischer ·
1992: Ramona Portwich & Anke von Seck-Nothnagel ·
1996: Agneta Andersson & Susanne Gunnarsson-Wiberg ·
2000: Birgit Fischer & Katrin Wagner-Augustin ·
2004: Natasa Janics & Katalin Kovács ·
2008: Natasa Janics & Katalin Kovács ·
2012: Tina Dietze & Franziska Weber ·
2016: Danuta Kozák & Gabriella Szabó ·
2020: Lisa Carrington & Caitlin Regal ·
2020: Lisa Carrington & Alicia Hoskin